# Guus Reitsma
Auguste Chrétien Joseph (Guus) Reitsma (Nijmegen, 26 juli 1922 - Overveen, 1 juli 1943) was een Nederlandse verzetsstrijder tijdens de Tweede Wereldoorlog.
Reitsma was de zoon van Anne Tjitte Reitsma (1889-1940) en Elisabeth Josephine van Maasdijk (1895-1977). Hij was student rechten te Leiden en werkte na de sluiting van de universiteit aldaar als kantoorbediende bij een verzekeringsbedrijf in Den Haag. Om zijn studie voort te kunnen zetten kreeg hij in de avond thuis les van zijn vriend, doctoraalstudent Sam van Musschenbroek. Hij was vanaf 1941 actief in het verzet en hielp met de distributie van illegale nieuwsbladen als De Geus en Het Parool.
Na een mislukte poging om naar Engeland te komen werd hij in Lyon gearresteerd, maar wist te ontsnappen en naar huis te komen. Begin 1943 introduceerde Reitsma’s zwager, bijna afgestudeerd arts Cees Honig, hem bij de verzetsgroep rond de beeldhouwer Gerrit van der Veen in Amsterdam. Hij was een van de deelnemers aan de Aanslag op het Amsterdams Bevolkingsregister (1943) aan de Plantage Middenlaan te Amsterdam. Onder leiding van Van der Veen en samen met Willem Arondeus, Johan Brouwer, Karl Gröger, Coos Hartogh, Henri Halberstadt, Rudi Bloemgarten, Sam van Musschenbroek, Koen Limperg, Sjoerd Bakker, Cornelis Leendert Barentsen en Cornelis Roos werd met explosieven een deel van het pand met daarin de persoonskaarten opgeblazen. Reitsma stond buiten vermomd als politieman op wacht en overmeesterde met de anderen de aflossing van de bewakers.
Na de aanslag dook hij onder bij familie en vrienden maar werd op 15 april na verraad opgepakt door de Duitsers in een sportkantine in Voorburg en na een proces in Den Haag na detentie in het Oranjehotel en het hoofdbureau van politie aan de Weteringsschans te Amsterdam uiteindelijk gefusilleerd in de duinen van Overveen. Hij ligt daar begraven naast zijn vriend Sam van Musschenbroek.
Guus Reitsma was een neef van de Haagse NSB-burgemeester Henri van Maasdijk (1904-1985) en journalist Gerrie van Maasdijk (1906-1997), later de algemeen secretaris van de hofhouding en kamerheer in buitengewone dienst van koningin Juliana.